# RYOEI
RYOEI（リョウエイ、本名：池間 良栄（いけま りょうえい）、1980年12月16日 - ）は、日本のシンガーソングライター、作曲家である。
沖縄県石垣市新川出身。
大阪で音楽活動をはじめ、2003年にインディーズデビュー、2009年にメジャーデビューとなる。

## 来歴
沖縄県立八重山農林高等学校緑地土木科卒業。
小学生のときから父親にギターを習い、高校時代から自作曲を人前で披露するようになる。高校卒業後にプロミュージシャンを目指して大阪の音楽専門学校へ進むが1年も通わずに退学し、ストリートライブや自主制作アルバム発表など独自の音楽活動を行う。
2003年4月、インディーズからシングル「見えない世界の中で…」を発売。同年11月1日、「2003浦添音楽祭」に出場し、祖母をテーマにした自作曲「そだち」にてグランプリを受賞。同曲が島田洋七の耳に留まり、2004年に映画『佐賀のがばいばあちゃん』（2006年公開）の主題歌「ばあちゃん」の作曲を担当する（自身もシングルとして発表しているが、実際に主題歌として劇中に使用されたのは別の歌手が歌ったものである）。同時期からソロコンサート開催など本格的な活動が始まる。
洋七から島田紳助を紹介され、2006年11月から紳助の経営する「Bar HASEGAWA」のライブに出演するようになる。以降は紳助の指導とバックアップの下でメジャーデビューまでの音楽活動を続け、たびたび紳助の番組に出演する機会も得る。2006年に結婚しており、三児の父でもある。
『クイズ!ヘキサゴンII』から発表されるシングルの作曲コンペティションに参加し、2009年7月発売の「泣いてもいいですか」の作曲を担当。同曲のヘキサゴンオールスターズバージョンのミュージックビデオに指揮者として参加・出演している。
同年8月26日、紳助プロデュースによるシングル「ひらり」でよしもとアール・アンド・シーからメジャーデビュー。シングル・アルバムのリリースやテレビ番組出演、「47都道府県キャンペーンライブ」の実施など活動の幅を拡げる。また、『ヘキサゴンII』のコンピレーション・アルバムやコンサート、ユニット「エアヴィジュアルバンド」「ツバサ」参加など、ヘキサゴンファミリーの一員にもなった。2010年前半は『ヘキサゴンII』にクイズ解答者として不定期出演、2011年は一部コーナーに出演していた。「もともと勉強嫌い」と自称しており、解答者としての成績は辻希美とかち合うなど良い方ではなかった。
2010年1月より、活動休止した西野名菜の代理としてNACK5のラジオ番組『Steppin' Out』のパーソナリティを担当。タイトルを『Utasha．RYOEI』として同年2月から3月末までの2ヶ月間放送された。
紳助について「父親のような存在」と語り、2011年8月に紳助が引退した際は「僕は今までどおり、何があっても、紳助さんに恩を忘れず、歌を通して感謝のメッセージをずっと送り続けます」と発表した。以降もライブを中心に活動を続けている。
2014年8月26日、大阪・なんばHatchで開催された5周年記念コンサートに紳助がサプライズ登場した。また、2015年に発売された「好きになってもいいですか」を紳助が作詞している。

## ディスコグラフィ

### シングル
| 発売日        | タイトル                          | 備考                 |
| ------------- | --------------------------------- | -------------------- |
| 2003年4月     | 見えない世界の中で…               |                      |
| 2003年        | そだち                            | 沖縄限定発売。       |
| 2004年4月26日 | ばあちゃん                        |                      |
| 2005年3月16日 | あなたへ…                         |                      |
| 2007年2月8日  | DEAI                              |                      |
| 2008年11月7日 | 我が敵は我にあり                  |                      |
| 2009年8月26日 | ひらり                            | メジャーデビュー曲。 |
| 2010年8月18日 | 島風〜夢来人の唄〜                | 沖縄限定発売。       |
| 2012年8月23日 | 夢色のさんご                      | ライブ会場限定発売。 |
| 2015年4月15日 | 恋をした/好きになってもいいですか |                      |

### 配信シングル
| 発売日         | タイトル                 | 備考                                      |
| -------------- | ------------------------ | ----------------------------------------- |
| 2012年8月8日   | LIVE HARD                | 「『アベンジャーズ』×コランテット」CM曲。 |
| 2018年12月12日 | Christmas card           |                                           |
| 2019年4月24日  | ばあちゃん～想いを胸に～ |                                           |
| 2019年6月26日  | おぼろ月                 |                                           |
| 2021年12月16日 | キンセンカ               |                                           |
| 2022年2月23日  | So long                  |                                           |
| 2022年3月31日  | 歓喜の涙                 |                                           |

### アルバム
| 発売日         | タイトル         | レーベル          | 備考 |
| -------------- | ---------------- | ----------------- | ---- |
| 2007年12月16日 | 君のすべて       | STEPS-re          |      |
| 2010年1月20日  | ブーゲンビリア   | YOSHIMOTO R and C |      |
| 2011年3月16日  | てぃんがーら     | YOSHIMOTO R and C |      |
| 2012年11月22日 | 君のうた         | En・サプライズ    |      |
| 2014年1月13日  | DEAI〜巡り逢い〜 | STAR RECORDS      |      |

### 参加作品
※『クイズ!ヘキサゴンII』発のユニットとして参加した作品は各該当頁を参照のこと。
アルバム
- 島唄の風II 〜八重山ベストコレクション〜（2007年9月21日、ビクター） - 「ばあちゃん 〜フイルムバージョン〜」収録。
- WE LOVE ヘキサゴン2009（2009年10月22日、FLIGHT MASTER） - 「ひらり(WE LOVE HEXAGON 2009ver.)」収録。

## 楽曲提供

### 作曲
- 朝倉美沙「サリュー」（2006年）
- フレンズ「泣いてもいいですか」「夢戦士」（2009年）
- 里田まい with 合田家族「You are my everything」（2009年）
- ツバサ「僕らには翼がある 〜また会おう〜」（2010年）

## 主な出演

### テレビ番組
- クイズ!ヘキサゴンII（2009年8月 - 2011年、フジテレビ） - 不定期出演
- 歌の楽園（2010年8月 - 2011年3月、テレビ東京） - 番組出演の多い「歌の楽園ファミリー」として番組公式サイト上で扱われた

### ラジオ番組
- Utasha．RYOEI（2010年2月 - 3月、NACK5）
- RYOEI'S CAFE（2011年4月 - 2012年1月、FMいしがき）
- オンカツ！RYOEI面(2015年4月、NACK5)